# 1207 км
1207 км (баш. 1207 км) — упразднённое в 2005 году поселение Кисак-Каинского сельсовета Янаульского района Республики Башкортостан.

## История
Поселение появилось при строительстве железной дороги. В селении жили семьи тех, кто обслуживал инфраструктуру Горьковской железной дороги.
Закон «О внесении изменений в административно-территориальное устройство Республики Башкортостан в связи с образованием, объединением, упразднением и изменением статуса населённых пунктов, переносом административных центров» от 20 июля 2005 года № 211-з., ст.1 гласил:

4. Упразднить следующие населённые пункты:
39) в Янаульском районе:

д) поселение железнодорожная казарма 1207 км Кисак-Каинского сельсовета

## География

### Географическое положение
Расстояние от поселения до:
- районного центра (Янаул): 26 км,
- центра сельсовета (Кисак-Каин): 4 км,
- ближайшей железнодорожной станции (Янаул): 26 км.

## Население
На 1 января 1969 года проживали 22 человека; преимущественно татары.